# Desafio Internacional das Estrelas de 2013
O Desafio Internacional das Estrelas de 2013 foi a oitava edição do Desafio Internacional das Estrelas, evento de kart organizado pelo piloto Felipe Massa que reúne grandes nomes do automobilismo mundial. Pela 1ª vez foi realizado no kartódromo construído no Beto Carrero World, no município de Penha, em Santa Catarina . O campeão da edição foi o francês Jules Bianchi.

## Pilotos participantes
| Piloto                 | Nacionalidade | Categoria               |
| ---------------------- | ------------- | ----------------------- |
| Allam Khodair          | Brasil        | Stock Car Brasil        |
| Antonio Pizzonia       | Brasil        | Stock Car Brasil        |
| Augusto Farfus         | Brasil        | DTM                     |
| Beto Monteiro          | Brasil        | Fórmula Truck           |
| Bia Figueiredo         | Brasil        | Fórmula Indy            |
| Bruno Senna            | Brasil        | Ex-Fórmula 1            |
| Cacá Bueno             | Brasil        | Stock Car Brasil        |
| Enrique Bernoldi       | Brasil        | FIA GT                  |
| Felipe Massa           | Brasil        | Fórmula 1               |
| Felipe Nasr            | Brasil        | GP2                     |
| Fernando Alonso        | Espanha       | Fórmula 1               |
| Jaime Alguersuari      | Espanha       | Ex-Fórmula 1            |
| João Paulo de Oliveira | Brasil        | Fórmula Nippon          |
| Jules Bianchi          | França        | World Series by Renault |
| Kamui Kobayashi        | Japão         | Ex-Fórmula 1            |
| Leonardo Nienkötter    | Brasil        | Copa Fiat               |
| Lucas di Grassi        | Brasil        | Mundial de Endurance    |
| Luciano Burti          | Brasil        | Stock Car Brasil        |
| Nelsinho Piquet        | Brasil        | NASCAR                  |
| Pietro Fittipaldi      | Brasil        | NASCAR                  |
| Ricardo Zonta          | Brasil        | Stock Car Brasil        |
| Sebastien Buemi        | Suíça         | Fórmula 1               |
| Thiago Camilo          | Brasil        | Stock Car Brasil        |
| Valdeno Brito          | Brasil        | Stock Car Brasil        |
| Vitantonio Liuzzi      | Itália        | Ex-Fórmula 1            |
| Vitor Meira            | Brasil        | Stock Car Brasil        |

## Resultados

### Treino classificatório
| Pos                              | Nº  | País    | Piloto                 | Treino 1 | Treino 2 |
| -------------------------------- | --- | ------- | ---------------------- | -------- | -------- |
| 1                                | 5   | França  | Jules Bianchi          | 53.772   | 54.105   |
| 2                                | 20  | Itália  | Vitantonio Liuzzi      | 53.750   | 54.278   |
| 3                                | 31  | Suíça   | Sébastien Buemi        | 53.814   | 54.318   |
| 4                                | 27  | Brasil  | Vitor Meira            | 53.851   | 54:382   |
| 5                                | 30  | Brasil  | Nelson Piquet Jr.      | 53.771   | 54.346   |
| 6                                | 111 | Brasil  | Lucas di Grassi        | 53.811   | 54:398   |
| 7                                | 25  | Brasil  | Felipe Nasr            | 54.043   | 54:529   |
| 8                                | 90  | Brasil  | Pietro Fittipaldi      | 54.105   | 54.582   |
| 9                                | 18  | Brasil  | Allam Khodair          | 54.044   | 54.590   |
| 10                               | 16  | Brasil  | Augusto Farfus         | 54.045   | 54.793   |
| 11                               | 3   | Brasil  | Antônio Pizzonia       | 53.900   |          |
| 12                               | 121 | Brasil  | Leonardo Nienkotter    | 54.111   |          |
| 13                               | 14  | Espanha | Fernando Alonso        | 54.008   |          |
| 14                               | 23  | Brasil  | João Paulo de Oliveira | 54.156   |          |
| 15                               | 19  | Brasil  | Felipe Massa           | 54.053   |          |
| 16                               | 8   | Brasil  | Luciano Burti          | 54.164   |          |
| 17                               | 7   | Brasil  | Enrique Bernoldi       | 54.283   |          |
| 18                               | 88  | Brasil  | Beto Monteiro          | 54.232   |          |
| 19                               | 21  | Brasil  | Thiago Camilo          | 54.321   |          |
| 20                               | 9   | Japão   | Kamui Kobayashi        | 54.376   |          |
| 21                               | 0   | Brasil  | Cacá Bueno             | 54.556   |          |
| 22                               | 17  | Espanha | Jaime Alguersuari      | 54.393   |          |
| 23                               | 33  | Brasil  | Bia Figueiredo         | 55.043   |          |
| 24                               | 10  | Brasil  | Ricardo Zonta          | 54.629   |          |
| 25                               | 1   | Brasil  | Bruno Senna            | 54.679   |          |
| 26                               | 77  | Brasil  | Valdeno Brito          | 54.731   |          |
| Pole Position conquista 2 pontos |     |         |                        |          |          |

### Corrida 1
| Pos                                      | Nº  | País    | Piloto                 | Voltas | Tempo     | Grid | Pontos |
| ---------------------------------------- | --- | ------- | ---------------------- | ------ | --------- | ---- | ------ |
| 1                                        | 5   | França  | Jules Bianchi          | 29     | 26:15.050 | 1    | 25+2   |
| 2                                        | 111 | Brasil  | Lucas di Grassi        | 29     | +4.873    | 6    | 20     |
| 3                                        | 20  | Italy   | Vitantonio Liuzzi      | 29     | +8.779    | 2    | 16     |
| 4                                        | 31  | Suíça   | Sébastien Buemi        | 29     | +11.909   | 3    | 13     |
| 5                                        | 27  | Brasil  | Vitor Meira            | 29     | +12.605   | 4    | 11     |
| 6                                        | 25  | Brasil  | Felipe Nasr            | 29     | +13.477   | 7    | 10     |
| 7                                        | 30  | Brasil  | Nelson Piquet Jr.      | 29     | +14.107   | 5    | 9      |
| 8                                        | 88  | Brasil  | Beto Monteiro          | 29     | +14.459   | 18   | 8      |
| 9                                        | 16  | Brasil  | Augusto Farfus         | 29     | +15.774   | 10   | 7      |
| 10                                       | 19  | Brasil  | Felipe Massa           | 29     | +16.101   | 15   | 6      |
| 11                                       | 90  | Brasil  | Pietro Fittipaldi      | 29     | +16.359   | 8    | 5      |
| 12                                       | 3   | Brasil  | Antônio Pizzonia       | 29     | +18.131   | 11   | 4      |
| 13                                       | 33  | Brasil  | Bia Figueiredo         | 29     | +18.814   | 23   | 3      |
| 14                                       | 17  | Espanha | Jaime Alguersuari      | 29     | +21.769   | 22   | 2      |
| 15                                       | 7   | Brasil  | Enrique Bernoldi       | 29     | +26.780   | 17   | 1      |
| 16                                       | 21  | Brasil  | Thiago Camilo          | 29     | +26.901   | 19   |        |
| 17                                       | 18  | Brasil  | Allam Khodair          | 29     | +31.175   | 9    |        |
| 18                                       | 77  | Brasil  | Valdeno Brito          | 29     | +34.585   | 26   |        |
| 19                                       | 23  | Brasil  | João Paulo de Oliveira | 28     | +1 volta  | 14   |        |
| 20                                       | 1   | Brasil  | Bruno Senna            | 25     | +3 voltas | 25   |        |
| 21                                       | 14  | Espanha | Fernando Alonso        | 23     | +4 voltas | 15   |        |
| 22                                       | 10  | Brasil  | Ricardo Zonta          | 21     | +8 voltas | 24   |        |
| Ret                                      | 121 | Brasil  | Leonardo Nienkotter    | 13     | Retirado  | 12   |        |
| Ret                                      | 0   | Brasil  | Cacá Bueno             | 11     | Retirado  | 21   |        |
| Ret                                      | 9   | Japão   | Kamui Kobayashi        | 6      | Retirado  | 20   |        |
| Ret                                      | 8   | Brasil  | Luciano Burti          | 1      | Retirado  | 16   |        |
| Volta mais rápida: Jules Bianchi, 53.573 |     |         |                        |        |           |      |        |

### Corrida 2
| Pos                                    | Nº  | País    | Piloto                 | Voltas | Tempo     | Grid | Pontos |
| -------------------------------------- | --- | ------- | ---------------------- | ------ | --------- | ---- | ------ |
| 1                                      | 25  | Brasil  | Felipe Nasr            | 29     | 26:19.434 | 3    | 25     |
| 2                                      | 30  | Brasil  | Nelson Piquet Jr.      | 29     | +3.881    | 2    | 20     |
| 3                                      | 88  | Brasil  | Beto Monteiro          | 29     | +4.339    | 1    | 16     |
| 4                                      | 5   | França  | Jules Bianchi          | 29     | +4.870    | 8    | 13     |
| 5                                      | 20  | Itália  | Vitantonio Liuzzi      | 29     | +7.803    | 6    | 11     |
| 6                                      | 111 | Brasil  | Lucas di Grassi        | 29     | +9.640    | 7    | 10     |
| 7                                      | 31  | Suíça   | Sébastien Buemi        | 29     | +10.227   | 5    | 9      |
| 8                                      | 19  | Brasil  | Felipe Massa           | 29     | +14.490   | 10   | 8      |
| 9                                      | 3   | Brasil  | Antônio Pizzonia       | 29     | +15.183   | 12   | 7      |
| 10                                     | 7   | Brasil  | Enrique Bernoldi       | 29     | +17.035   | 15   | 6      |
| 11                                     | 23  | Brasil  | João Paulo de Oliveira | 29     | +17.492   | 19   | 5      |
| 12                                     | 90  | Brasil  | Pietro Fittipaldi      | 29     | +21.319   | 11   | 4      |
| 13                                     | 10  | Brasil  | Ricardo Zonta          | 29     | +25.062   | 22   | 3      |
| 14                                     | 1   | Brasil  | Bruno Senna            | 29     | +27.772   | 20   | 2      |
| 15                                     | 33  | Brasil  | Bia Figueiredo         | 29     | +27.793   | 13   | 1      |
| 16                                     | 21  | Brasil  | Thiago Camilo          | 29     | +28.770   | 16   |        |
| 17                                     | 121 | Brasil  | Leonardo Nienkotter    | 29     | +29.880   | 23   |        |
| 18                                     | 14  | Espanha | Fernando Alonso        | 29     | +36.497   | 21   |        |
| 19                                     | 16  | Brasil  | Augusto Farfus         | 29     | +37.556   | 9    |        |
| 20                                     | 77  | Brasil  | Valdeno Brito          | 28     | +1 volta  | 19   |        |
| 21                                     | 8   | Brasil  | Luciano Burti          | 23     | +6 voltas | 26   |        |
| 22                                     | 27  | Brasil  | Vitor Meira            | 21     | +8 voltas | 4    |        |
| Ret                                    | 9   | Japão   | Kamui Kobayashi        | 13     | Retirado  | 25   |        |
| Ret                                    | 0   | Brasil  | Cacá Bueno             | 10     | Retirado  | 24   |        |
| Ret                                    | 17  | Espanha | Jaime Alguersuari      | 4      | Retirado  | 14   |        |
| Ret                                    | 18  | Brasil  | Allam Khodair          | 4      | Retirado  | 17   |        |
| Volta mais rápida: Felipe Nasr, 53.887 |     |         |                        |        |           |      |        |

### Classificação final
| Pos                                              | Nº  | País    | Piloto                 | Corrida 1 | Corrida 2 | Total |
| ------------------------------------------------ | --- | ------- | ---------------------- | --------- | --------- | ----- |
| 1                                                | 5   | França  | Jules Bianchi          | 27        | 13        | 40    |
| 2                                                | 25  | Brasil  | Felipe Nasr            | 10        | 25        | 35    |
| 3                                                | 111 | Brasil  | Lucas di Grassi        | 20        | 10        | 30    |
| 4                                                | 30  | Brasil  | Nelson Piquet Jr.      | 9         | 20        | 29    |
| 5                                                | 20  | Itália  | Vitantonio Liuzzi      | 16        | 11        | 27    |
| 6                                                | 88  | Brasil  | Beto Monteiro          | 8         | 16        | 24    |
| 7                                                | 31  | Suíça   | Sébastien Buemi        | 13        | 9         | 22    |
| 8                                                | 19  | Brasil  | Felipe Massa           | 6         | 8         | 14    |
| 9                                                | 27  | Brasil  | Vitor Meira            | 11        |           | 11    |
| 10                                               | 3   | Brasil  | Antônio Pizzonia       | 4         | 7         | 11    |
| 11                                               | 90  | Brasil  | Pietro Fittipaldi      | 5         | 4         | 9     |
| 12                                               | 16  | Brasil  | Augusto Farfus         | 7         |           | 7     |
| 13                                               | 7   | Brasil  | Enrique Bernoldi       | 1         | 6         | 7     |
| 14                                               | 23  | Brasil  | João Paulo de Oliveira |           | 5         | 5     |
| 15                                               | 33  | Brasil  | Bia Figueiredo         | 3         | 1         | 4     |
| 16                                               | 10  | Brasil  | Ricardo Zonta          |           | 3         | 3     |
| 17                                               | 14  | Espanha | Jaime Alguersuari      | 2         |           | 2     |
| 18                                               | 1   | Brasil  | Bruno Senna            |           | 2         | 2     |
|                                                  | 21  | Brasil  | Thiago Camilo          |           |           |       |
|                                                  | 18  | Brasil  | Allam Khodair          |           |           |       |
|                                                  | 77  | Brasil  | Valdeno Brito          |           |           |       |
|                                                  | 14  | Espanha | Fernando Alonso        |           |           |       |
|                                                  | 121 | Brasil  | Leonardo Nienkotter    |           |           |       |
|                                                  | 0   | Brasil  | Cacá Bueno             |           |           |       |
|                                                  | 9   | Japão   | Kamui Kobayashi        |           |           |       |
|                                                  | 8   | Brasil  | Luciano Burti          |           |           |       |
| Resultado da corrida 1 é o critério de desempate |     |         |                        |           |           |       |